# 北海道道560号仲洞爺留寿都線

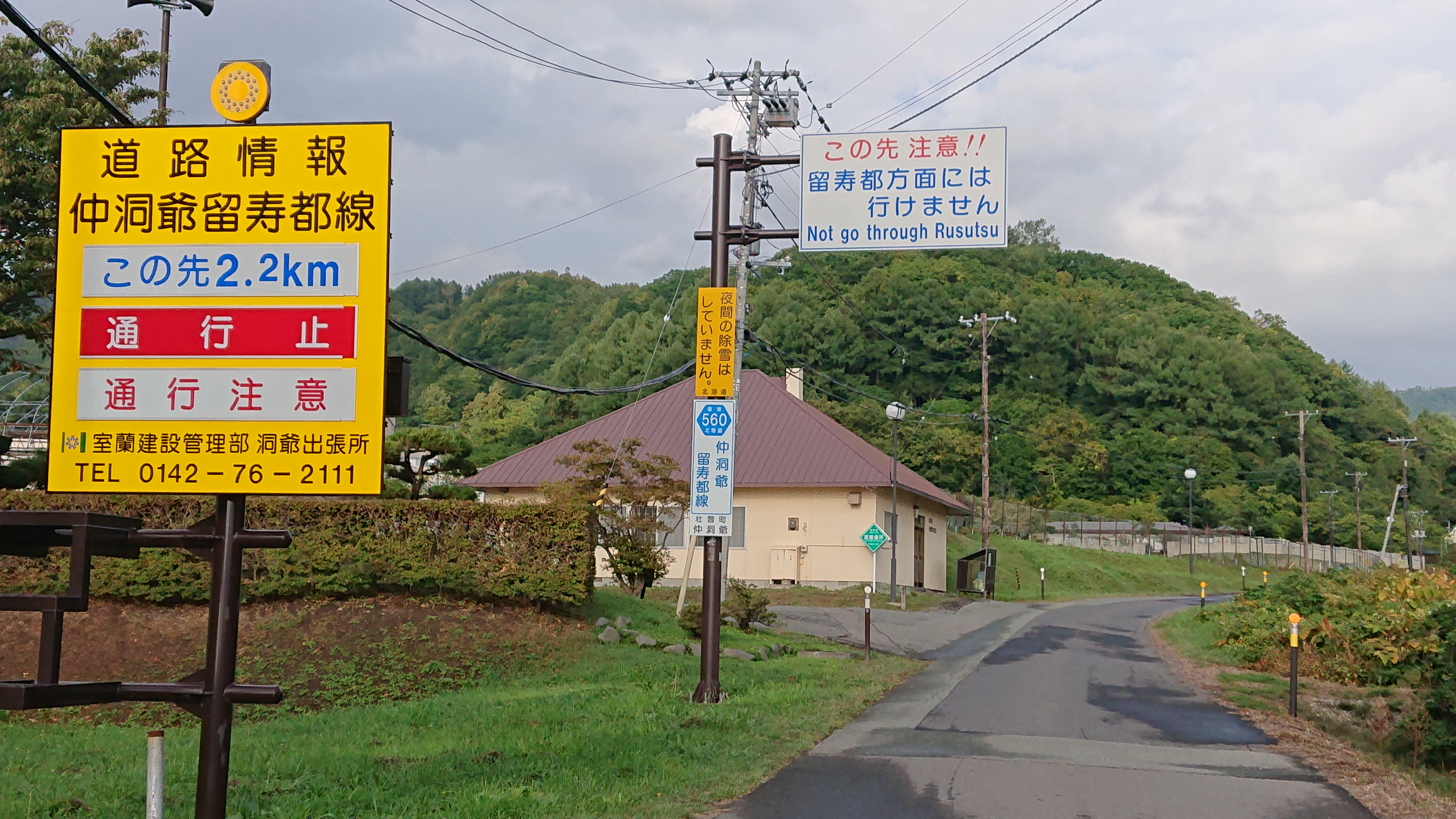
北海道道560号仲洞爺留寿都線（壮瞥町仲洞爺）

北海道道560号仲洞爺留寿都線（ほっかいどうどう560ごう なかとうやるすつせん）は、北海道有珠郡壮瞥町と虻田郡留寿都村を結ぶ一般道道（北海道道）である。未開通区間が存在する。

## 概要

### 路線データ
- 起点：北海道有珠郡壮瞥町仲洞爺（北海道道132号洞爺公園洞爺線交点）
- 終点：北海道虻田郡留寿都村留寿都（国道230号交点）
- 路線延長：11.5 km（総延長）

## 歴史
- 1966年（昭和41年）9月1日 - 路線認定[1]。

## 路線状況

### 未開通区間
- 壮瞥町仲洞爺（起点から2.2kmの地点） - 洞爺湖町富丘

## 地理

### 通過する自治体
- 胆振総合振興局
  - 有珠郡壮瞥町
  - 虻田郡洞爺湖町
- 後志総合振興局
  - 虻田郡留寿都村

### 交差する道路
壮瞥町
- 北海道道132号洞爺公園洞爺線 - 仲洞爺（起点）

留寿都村
- 国道230号 - 留寿都（終点）